# Ryōgoku Kokugikan
Il Ryōgoku Kokugikan (両国国技館? lett. "palazzo (館?, kan) dello sport nazionale (国技?, kukigi) di Ryōgoku (両国?)") – noto anche come Ryōgoku Sumo Hall o Kokugikan Arena – è il nome dato nel tempo a due diverse arene sportive coperte, principalmente dedicate alla pratica del Sumo, situate a Tokyo.
Il Ryōgoku Kokugikan originario aprì i battenti nel 1909 nell'area del tempio Ekōin nel quartire di Ryōgoku, parte del quartire speciale di Sumida. Sebbene non si siano tenuti incontri di sumo dopo il 1945, in seguito alla capitolazione del Giappone e alla requisizione dell'edificio da parte delle forze di occupazione, l'edificio stesso rimase attivo fino al 1983, essendo utilizzato in particolare dall'Università Nihon.
Il secondo Ryōgoku Kokugikan si trova attualmente nel quartiere Yokoami – anch'esso parte di Sumida – accanto al Museo Edo-Tokyo. Fu inaugurato nel 1985, dopo la chiusura del Kuramae Kokugikan, ed è ancora oggi utilizzato.

## Il primo Ryōgoku Kokugikan

### Storia
La crescente popolarità del Sumo durante il periodo Meiji portò alla costruzione dell'originale Kokugikan a Ryōgoku. Fino ad allora, gli incontri di sumo si svolgevano nei recinti dei templi e dipendevano dalle condizioni meteorologiche. Nel marzo 1906, la 22ª Dieta Imperiale decise di costruire una struttura per il sumo al coperto all'interno dei recinti del tempio Ekōin a Ryōgoku . L'incarico fu affidato a due degli architetti più importanti del Giappone all'epoca, Tatsuno Kingo e Kasai Manji (noto soprattutto per la Banca del Giappone, la stazione di Hamadera Park o la Stazione di Tokyo). Ispirato all'architettura occidentale, l'edificio fu il primo edificio con struttura in acciaio a forma di cupola del Giappone. La costruzione iniziò nel giugno 1906 e l'arena fu rapidamente soprannominata Daitetsusan (大鉄傘? "grande ombrello di ferro") a causa del grande tetto che ricordava un enorme ombrello. Sebbene fosse un edificio in stile occidentale, il tetto imitava il kondo (parte centrale) del tempio Horyuji . La cerimonia di apertura si tenne il 2 giugno 1909.
Originariamente destinato a chiamarsi Shobukan (lett. "Casa delle Arti Marziali") dal presidente del comitato fondatore Itagaki Taisuke, l'edificio prese il nome di Kokugikan (lett. "palazzo dello sport nazionale") grazie ad un altro membro del comitato, lo scrittore Suiin Emi.
L'arena era pensata per ospitare 13000 persone, inclusi circa 1000 posti a sedere quadrati. Il diametro interno dell'edificio era di 62 m e l'altezza centrale era di 25 m. Nel 1931, la Japan Sumo Association decise di sostituire il vecchio tetto del ring in stile Irimoya-zukuri con uno in stile Shinmei-zukuri.
La costruzione del Ryōgoku Kokugikan sancì l'evoluzione del Sumo da rituale shintoista a sport nazionale.

### Incendio e terremoto, danni di guerra e requisizioni
Il primo Kokugikan subì ingenti danni durante i suoi anni di servizio.
Nel novembre 1917, durante la serie di grandi incendi a Tokyo, l'arena bruciò a causa dell'incendio accidentale e il suo grande tetto crollò. Il Ryōgoku Kokugikan fu distrutto per la prima volta e dovette essere ricostruito da rottami. L'ammontare totale dei danni ammontò a circa 1,2 milioni di yen e i tornei dovettero tenersi al Santuario Yasukuni fino a quando l'arena non fu ricostruita nel gennaio 1920, in particolare utilizzando lo zinco per fortificare il tetto.
Tre anni dopo, nel settembre del 1923, il Ryōgoku Kokugikan fu distrutto dal grande terremoto del Kantō e i tornei dovettero tenersi presso il Butokuden di Nagoya.
Nel febbraio 1944, il Kokugikan fu requisito dai militari e trasformato in una fabbrica di palloni bomba. Il torneo estivo si tenne quindi allo stadio Korakuen (Sekitori) e allo stadio Meiji Jingu (Makushita e sotto). Nel marzo 1945, un raid aereo su Tokyo danneggiò il Ryōgoku Kokugikan e le heya di sumo circostanti. Dopo la guerra, il Kokugikan fu occupato dalle forze alleate e fu imposto il divieto della pratica del budo, impedendo i tornei fino a novembre. Quando l'arena fu requisita dagli alleati, il Kokugikan subì una nuova fase di restauro e fu rinominato Ryogoku Memorial Hall. I lavori di ristrutturazione furono completati nel settembre 1946, il torneo di novembre del 1946 fu l'ultimo a svolgersi nell'arena.

### Luoghi post-sumo
Da allora, il Kokugikan è stato utilizzato per il pattinaggio a rotelle, il pugilato professionistico e il wrestling professionistico . Il primo incontro di wrestling pubblico del Giappone si è tenuto al Ryogoku Memorial Hall il 30 settembre 1951. È stato anche utilizzato come sede per i Campionati di judo del Giappone nel maggio 1951.
Nel 1958, l'ex Ryōgoku Kokugikan cenduto dalla Japan Sumo Association dall'Università Nihon, per creare un grande auditorium che potesse ospitare cerimonie unificate come cerimonie di ingresso e cerimonie di laurea in tutta l'università. La Memorial Hall fu quindi rinominata Nihon University Auditorium (日大講堂?, Nichi-Dai Kōdō). Durante lo Zenkyōtō l'auditorium fu utilizzato come sala conferenze per la manifestazione di protesta.
A causa dell'invecchiamento delle attrezzature, in particolare per la mancata conformità alle norme antincendio, l'edificio fu smantellato nel 1983. Dopo la demolizione, furono costruiti il complesso edilizio "Ryogoku City Core" e altri uffici, residenze e ristoranti. Nel cortile, la posizione del dohyō dell'ex Kokugikan è indicata da un cerchio sul terreno.

### Galleria d'immagini del primo Ryōgoku Kokugikan

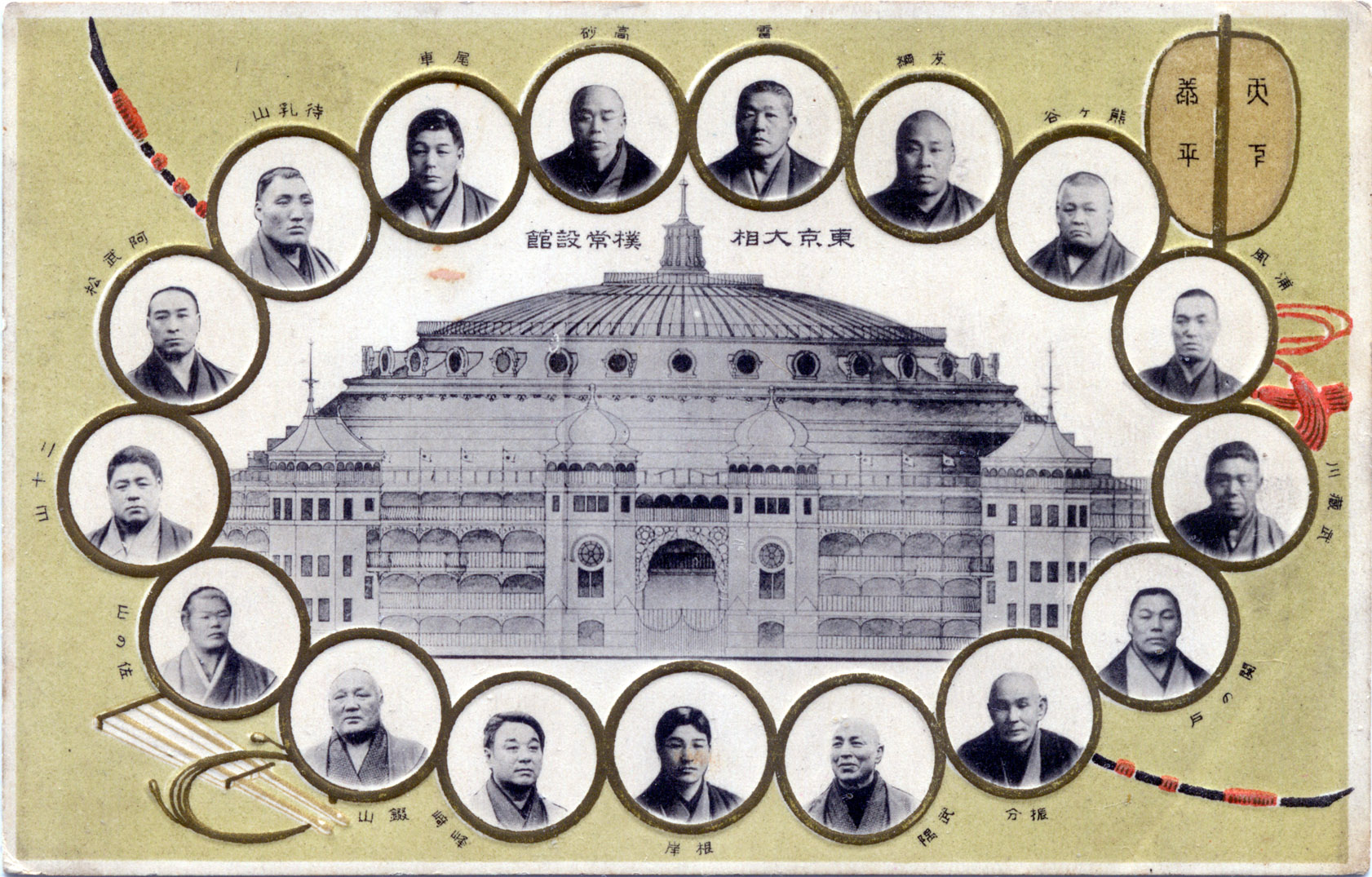
Cartolina commemorativa del Kokugikan del 1909.
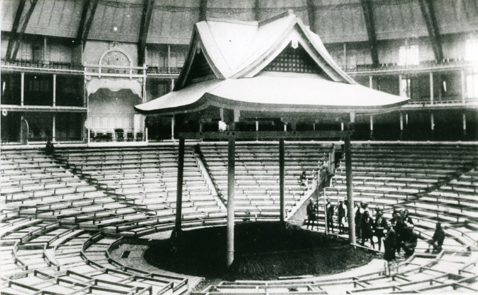
Veduta del dohyo del Kokugikan (1909) con il tetto sospeso in stile Irimoya-zukuri.
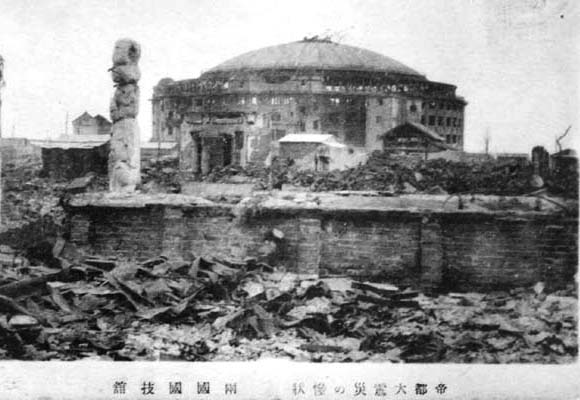
Il Kokugikan dopo il Grande Terremoto del Kanto (1923).
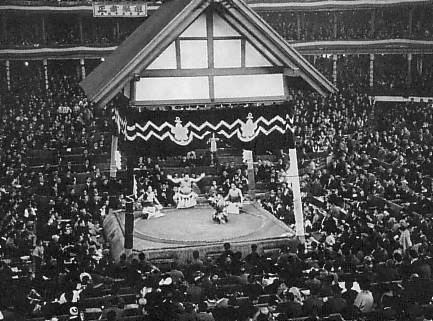
Interno dell'arena (1936) durante uno yokozuna dohyo-iri. Il tetto è in stile Shinmei-zukuri dal 1931.
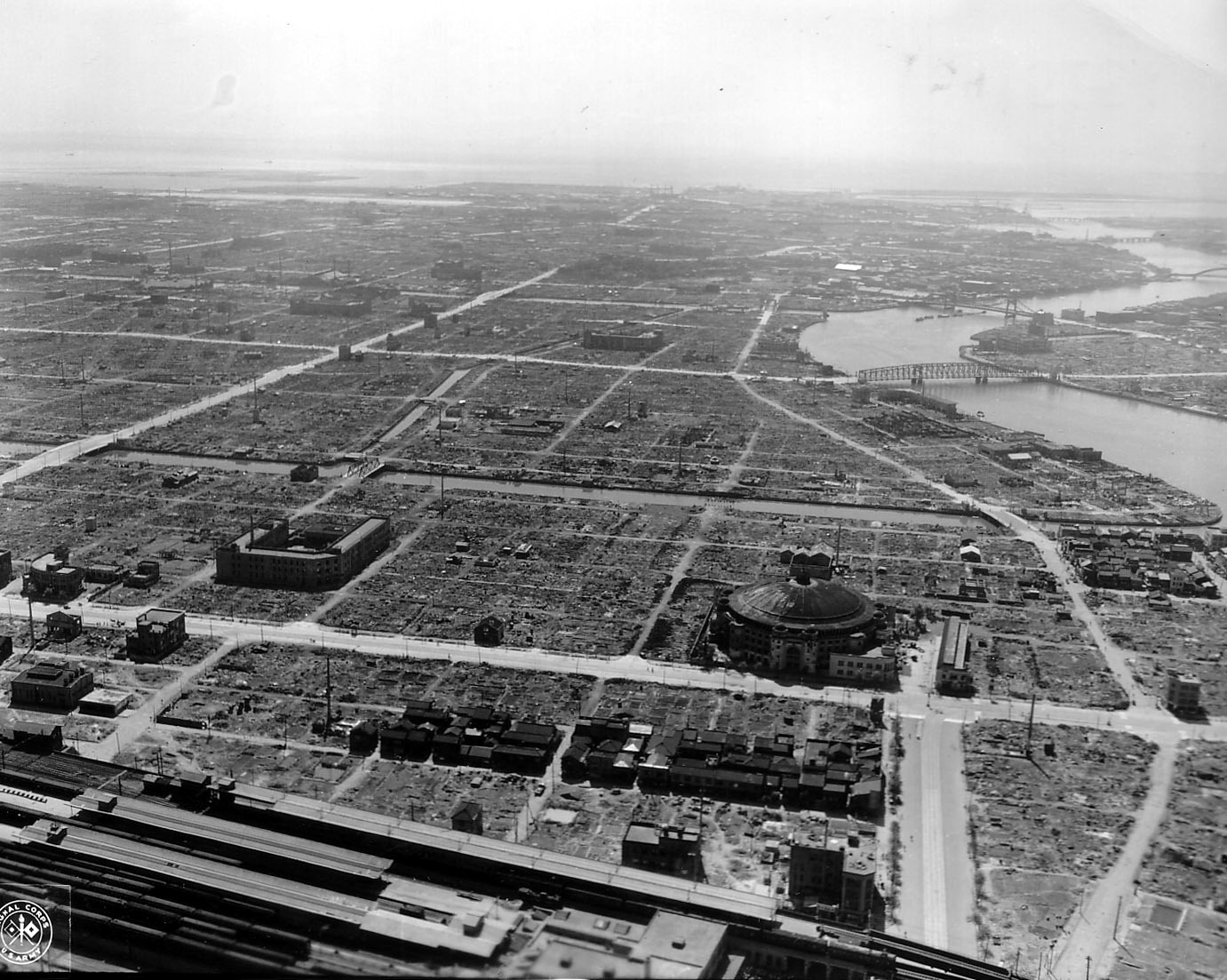
Il quartiere di Ryogoku dopo il raid aereo del 1944. Il Kokugikan è visibile tra la stazione di Ryōgoku e il ponte di Ryōgoku.
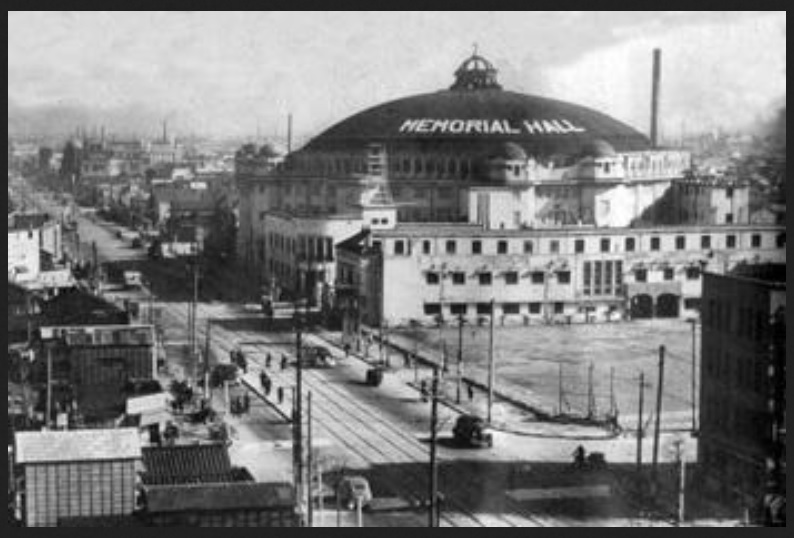
Il vecchio Ryōgoku Kokugikan come Memorial Hall durante l'occupazione (circa 1946).

## Il secondo Ryōgoku Kokugikan
Il secondo Ryōgoku Kokugikan aprì quando il vecchio Kuramae Kokugikan divenne meno pratico a causa di problemi di modernizzazione e, pertanto, la Japan Sumo Association cercò di acquistare una nuova sede per costruire una nuova arena.

### Storia
Considerando un trasferimento nella sede di uno scalo ferroviario merci in disuso accanto alla stazione di Ryōgoku, la Japan Sumo Association iniziò a tenere consultazioni con le Ferrovie Nazionali Giapponesi (JNR) nel giugno 1977; visto il suo grande deficit in quel momento, la JNR fu ricettiva all'idea di vendere la proprietà, aiutata dalla convinzione che se il nuovo Kokugikan fosse stato costruito accanto alla stazione, il numero di passeggeri serviti sarebbe aumentato. Poiché il terreno a Kuramae fu selezionato come sito candidato per la costruzione di un impianto di depurazione a Tokyo, l'associazione acquisì i mezzi per acquistare il terreno situato a Ryōgoku. Il trasferimento a Ryōgoku fu deciso nel 1980 e nel marzo 1982 fu concluso un contratto di acquisto del terreno tra la JNR e la Sumo Association: il costo di acquisto del terreno fu di 9,4 miliardi di yen. La Sumo Association fu in grado di vendere la sua proprietà Kuramae al governo metropolitano di Tokyo per 14,3 miliardi di yen. Furono ottenuti in totale 15 miliardi di yen per la costruzione della nuova arena, comprendenti i 4,9 miliardi di yen di profitto dalle transazioni immobiliari, i 9,6 miliardi di yen che la Japan Sumo Association aveva accantonato nelle riserve e un sussidio di 500 milioni di yen dal Ministero dell'Istruzione. Con l'avanzare del progetto di costruzione di una nuova arena, si consolidò il quadro generale di un Kokugikan che sfruttava appieno la tecnologia moderna. La costruzione affrontò pesanti sfide in termini di costi e periodo di costruzione poiché la Sumo Association richiese che la costruzione fosse abbreviata di sei mesi, al posto dei due anni inizialmente previsti, e completata entro gennaio 1985.
Il 20 settembre 1982, i piani per il nuovo Kokugikan furono annunciati durante una conferenza stampa. La nuova arena sarebbe stata composta da tre piani fuori terra e due interrati. La superficie totale è di 35700 m² e la capienza è di 11098 posti a sedere. Il ring e i sedili quadrati al primo piano sono mobili e possono essere riposti in modo da poter utilizzare la struttura per altri tipi di evento al di fuori dei 45 giorni della competizione annuale di sumo (3 tornei da 15 giorni l'uno).
Il 27 aprile 1983 si tenne una cerimonia di posa della prima pietra durante la quale gli yokozuna Kitanoumi e Chiyonofuji eseguirono uno yokozuna dohyōiri (土俵入り?) come parte della cerimonia shintoista.
Il 9 gennaio 1985 si la cerimonia di inaugurazione e la festa di inaugurazione con la partecipazione di 2300 persone. Dopo un rituale solenne,gli yokozuna Kitanoumi e Chiyonofuji eseguirono uno yokozuna dohyō-iri ed eseguirono una rara cerimonia sandan-gamae (三段構え?) mentre gli ōzeki Wakashimazu e Asashio eseguirono un rituale sumo shintoista chiamato shinji-zumō (神事相撲?).

### Specifiche tecniche
Il sito di costruzione pianificato per il nuovo Kokugikan è un luogo soggetto a inondazioni urbane, pertanto il comune di Sumida ha chiesto l'introduzione di un sistema di utilizzo dell'acqua piovana per il Kokugikan. La superficie del tetto è di 8360 m². L'acqua piovana viene immagazzinata in un serbatoio sotterraneo di 1000 m³ che copre circa il 70% dell'acqua utilizzata al Kokugikan; in caso di terremoto, quest'acqua può essere utilizzata come acqua domestica di emergenza. Quando cade una forte nevicata, questa acqua piovana può essere espulsa dal copricapo sul tetto per sciogliere la neve. Il ring è illuminato da 124 luci per le trasmissioni televisive e gli angoli di ciascuna sono regolati in modo da non interferire con l'unità mentale dei lottatori e per evitare l'alone causato dal sudore dei lottatori. Inoltre, poiché i giapponesi hanno i capelli scuri, l'illuminazione nei posti del pubblico sullo sfondo del ring è regolata in modo che i colori che appaiono sullo schermo televisivo non siano scuri.
Il Ryōgoku Kokugikan ospita gli uffici della Japan Sumo Association e, sul retro dell'edificio, la "Sumo School" dove le nuove reclute devono completare un corso di sei mesi su vari argomenti come calligrafia, scienza dello sport, storia del sumo e educazione civica oltre all'apprendimento dei movimenti e delle tecniche di base del sumo.
Vicino all'ingresso principale, due santuari Inari (chiamati Toyokuni Inari e Shusse Inari) sono dedicati alla sicurezza e al successo dei lottatori. In origine i santuari gemelli furono costruiti nel cortile dell'ex Ryōgoku Kokugikan e furono trasferiti nel 1963 nel Kuramae Kokugikan prima di essere definitivamente trasferiti nella loro posizione attuale.
L'arena comprende anche una serie di luoghi dedicati come il Museo del Sumo, ristoranti o una sala per banchetti per la degustazione di chankonabe.
Luoghi emblematici includono anche l'Annaijo Entrance (letteralmente banco informazioni, chiamato anche Chaya-dori, via delle case da tè), un corridoio decorato a tema floreale per l'acquisto di souvenir. Ora sotto il controllo della Japan Sumo Association, le cha-ya erano originariamente case da tè indipendenti che vendevano biglietti e rinfreschi ai loro clienti. Seguendo un sistema di eredità, le 20 attività commerciali odierne possono essere datate al diciannovesimo secolo, la casa da tè più antica risale al 1818. Ora le case da tè offrono anche pacchetti regalo. I loro servizi di solito vanno ai clienti abituali che hanno accordi in atto. Gli inservienti (chiamati dekata) vestiti con abiti che ricordano uno yobidashi, guidano i clienti ai loro posti e forniscono loro rinfreschi in cambio di una mancia.
Il Ryōgoku Kokugikan ha anche la sua fabbrica di yakitori nel seminterrato dell'edificio.

### Sumo
Per il suo primo torneo, gennaio 1985, il Ryōgoku Kokugikan ricevette la visita dell'imperatore Shōwa. Fu la prima volta che il Tenran-zumō (天覧相撲?) fu eseguito il primo giorno del primo torneo dell'anno. Il torneo del gennaio 1985 segnò anche una pietra miliare nel Sumo poiché lo yokozuna Chiyonofuji ottenne uno zenshō-yūshō (全勝優勝?) mentre lo yokozuna Kitanoumi (che era stato yokozuna per 10 anni) annunciò il suo ritiro il terzo giorno del torneo dopo tre sconfitte consecutive.
Sin dal suo completamento, il Ryōgoku Kokugikan è il luogo in cui si tengono tutti i tornei di Tokyo a gennaio, maggio e settembre. L'arena ospita anche altri eventi correlati al sumo come le cerimonie di pensionamento, note come danpatsu-shiki (断髪式?), in cui i lottatori classificati come sekitori tagliano ritualmente il loro ciuffo in una lunga e solenne cerimonia. Solo i sekitori con almeno 30 tornei nella massima divisione possono qualificarsi per una cerimonia al Kokugikan, gli altri lottatori solitamente eseguono la cerimonia negli hotel o nella loro scuderia.
Nel Kokugikan si tengono solitamente anche le cerimonie kanreki dohyō-iri (還暦土俵入り?): gli ex yokozuna festeggiano il loro sessantesimo compleanno durante una particolare cerimonia di yokozuna dohyō-iri nella quale indossano una tsuna (綱?), la celebre cintura a treccia propria di questo rango, di colore rosso.
Il Kokugikan organizza anche eventi di sumo per ragazzi come il Goodwill Sumo Tournament e campionati per le scuole superiori, come il National Junior High School Sumo Tournament. L'arena ospita regolarmente anche gli All Japan Sumo Championships (evento principale della Japan Sumo Federation) e la Hakuhō Cup (un evento di sumo per bambini). Inoltre, prima di ogni torneo di Tokyo, i lottatori disponibili si incontrano per un allenamento congiunto nella sala di allenamento della Sumo School per quattro o sei giorni. Questi allenamenti sono solitamente in presenza della stampa e degli oyakata.
Infine, il servizio pubblico radiotelevisivo giapponese NHK organizza nel Kokugikan il suo evento di sumo, chiamato NHK Welfare Sumo Tournament (NHK福祉大相撲?, Enu Eichi Kei Fukushi Ōzumō). Questo evento di beneficenza si tiene ogni febbraio dal 1966 e si presenta sotto forma di festival in cui vengono eseguite le attività tradizionali di jungyō (巡業?) (canti dei lottatori di sumo, esibizione di tsuna di yokozuna, combattimenti di makuuchi). I profitti vengono donati a istituzioni di assistenza sociale in tutto il paese.

### Altri sport
Come il Kuramae Kokugikan, il Ryōgoku Kokugikan ha ospitato una serie di eventi di wrestling professionistico fin dal suo primo anno di servizio. Nel settembre 1985, il primo spettacolo di wrestling, promosso dall'All Japan Pro Wrestling (AJPW), avvenne con la prima apparizione giapponese dei Road Warriors. Nel dicembre dello stesso anno, la New Japan Pro-Wrestling (NJPW) tenne la sua prima manifestazione al Ryogoku. Il Kukugikan divenne quindi una sede regolare per gli eventi della NJPW come il G1 Climax. Nel 1998, la Universal Fighting-Arts Organization di Antonio Inoki tenne il suo primo evento nell'arena. Quando l'AJPW iniziò a usare il Nippon Budokan come sede principale, il Ryōgoku Kokugikan si affermò come sede per la promozione rivale NJPW. Nel 2009, la DDT Pro-Wrestling ha tenuto il suo primo evento nell'arena. Anche la World Wonder Ring Stardom ha tenuto numerosi eventi a Ryōgoku a partire dal 2013. La WWE ha tenuto numerosi eventi a Ryōgoku tra il 2010 e il 2015, l'ultimo dei quali è stato The Beast in the East. Altre manifestazioni tenutesi presso questa sede includono Super World of Sports, UWF International, Fighting Network Rings, All Japan Women's Pro-Wrestling, Wrestle and Romance, JWP Joshi Puroresu, Michinoku Pro Wrestling, Tokyo Pro Wrestling, Battlarts, Pro Wrestling Zero1, World Japan, Hustle, Ladies Legend Pro-Wrestling, Inoki Genome Federation, Dragongate, Pro Wrestling Noah, Wrestle-1, Big Japan Pro Wrestling, Tenryu Project, Tokyo Joshi Pro-Wrestling, Gleat e Dream Star Fighting Marigold.
Il Kokugikan ospita anche competizioni di pugilato, la competizione di pugilato alle Olimpiadi estive del 2020. Nel 2025, ospiterà anche la Capcom Cup 11, un evento di campionato di Street Fighter 6 per il Capcom Pro Tour 2024.

### Altri eventi
Nel 1992, il Kokugikan ospitò il primo torneo ufficiale di Street Fighter II. Il 4 aprile 2014, il gruppo di ragazzi K-pop Got7 vi tenne il suo primo showcase giapponese. Nel 2017 ospitò le celebrazioni del 70° anniversario della Ferrari. Paul McCartney tenne un concerto nella sede come parte del suo tour mondiale "Freshen Up" il 5 novembre 2018.
Nel maggio 2021 lo stadio è stato utilizzato come centro vaccinale per il vaccino COVID-19 con alcuni lottatori di sumo in pensione furono tra i vaccinati.

### Galleria d'immagini del secondo Ryōgoku Kokugikan

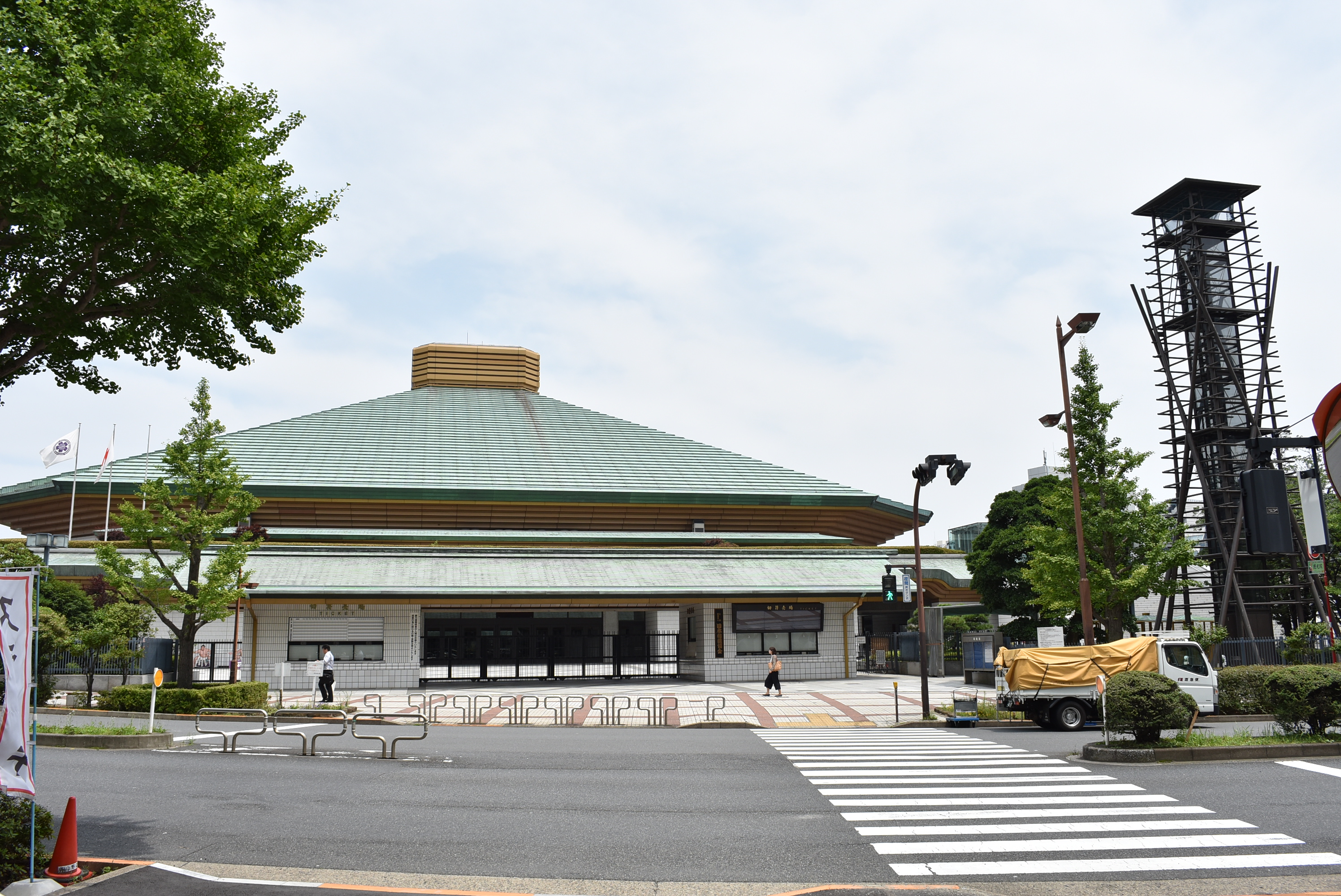
Ingresso principale dell'edificio, notare la torre da cui viene eseguito lo yosedaiko.
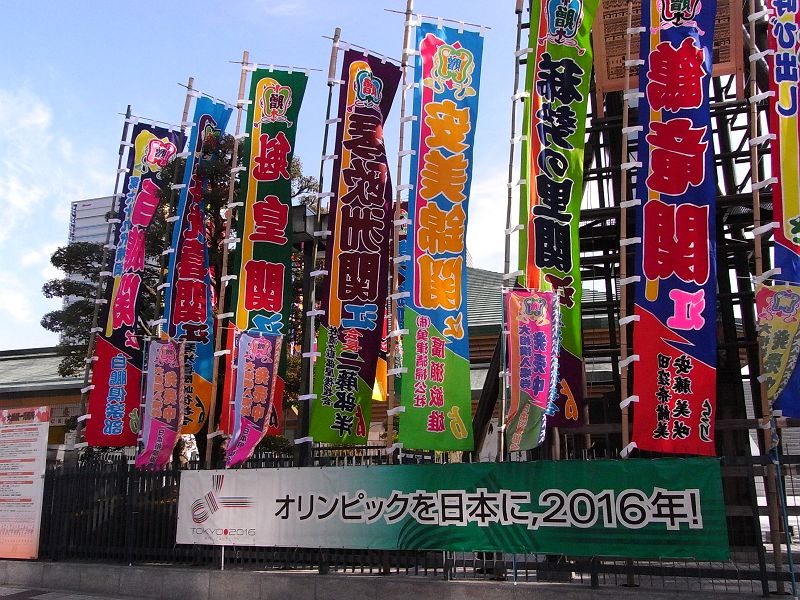
Durante i giorni dei tornei, sopra il muro dell'ingresso principale sono esposti striscioni colorati raffiguranti i lottatori.
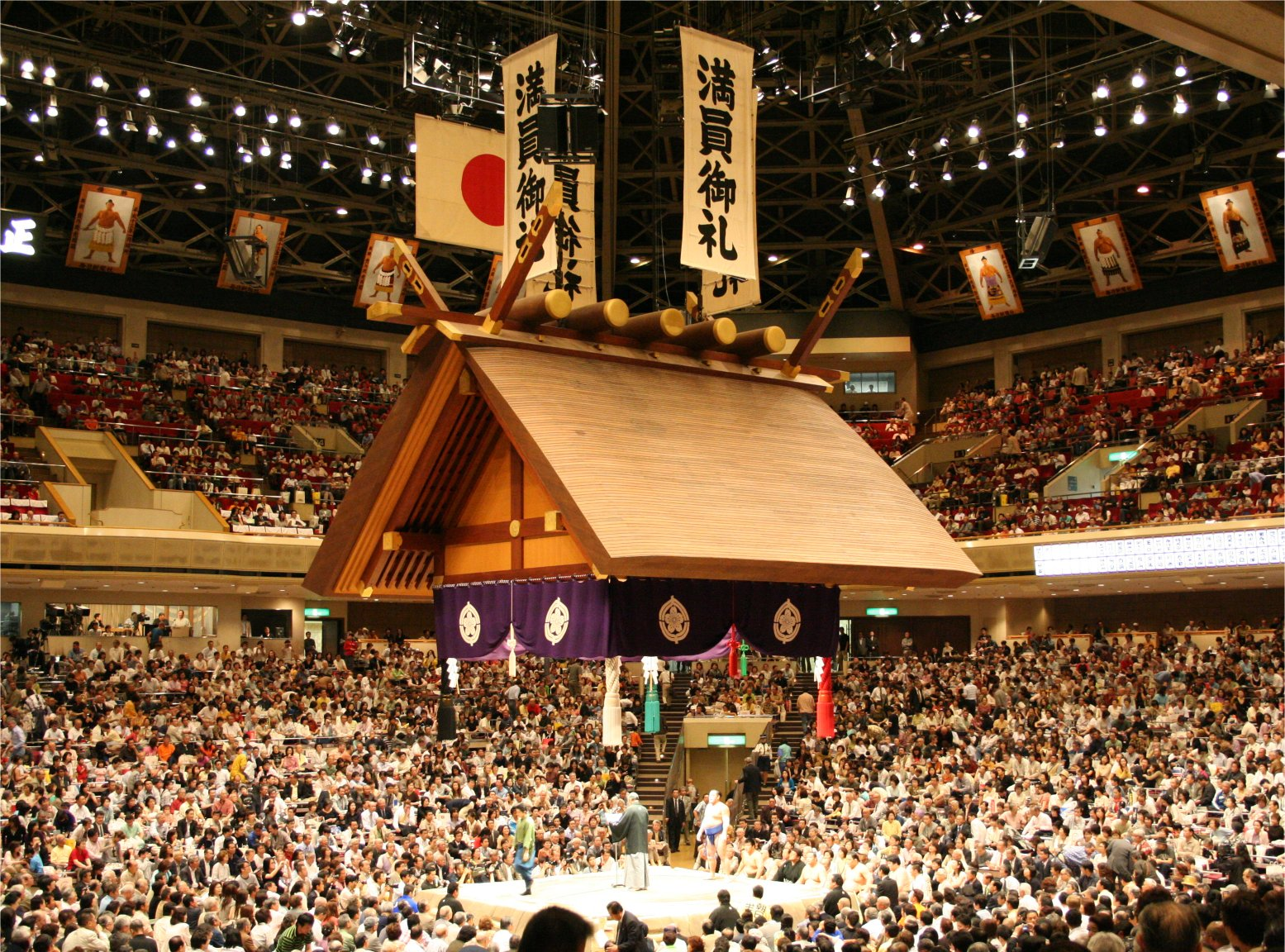
All'interno dell'arena durante un torneo. La bandiera giapponese è sempre issata in cima al tetto shintoista e i ritratti dei vincitori dei tornei precedenti sono appesi in cima all'arena. Gli striscioni bianchi (満員御礼?, man'in onrei) in cima al tetto indicano che l'evento è al completo.
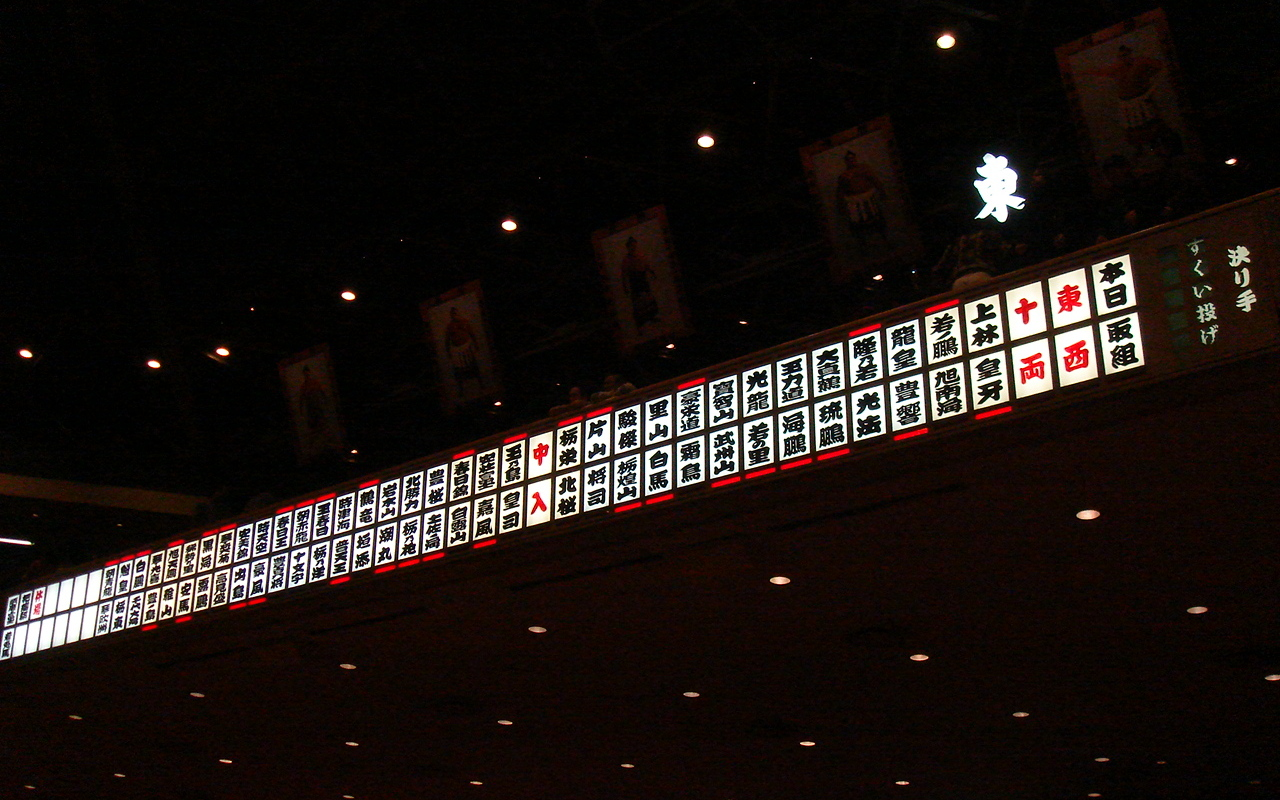
Tabellone segnapunti elettrico.
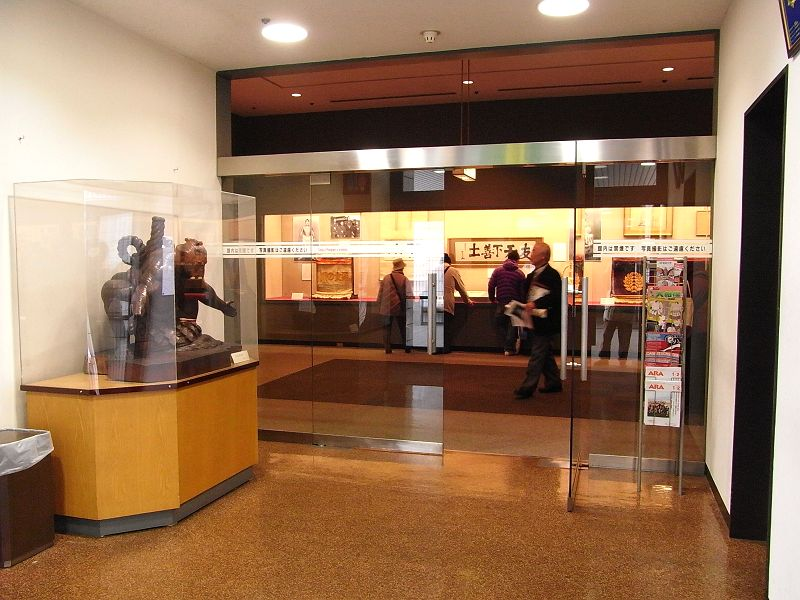
Ingresso del Museo del Sumo situato nel Ryōgoku Kokugikan.
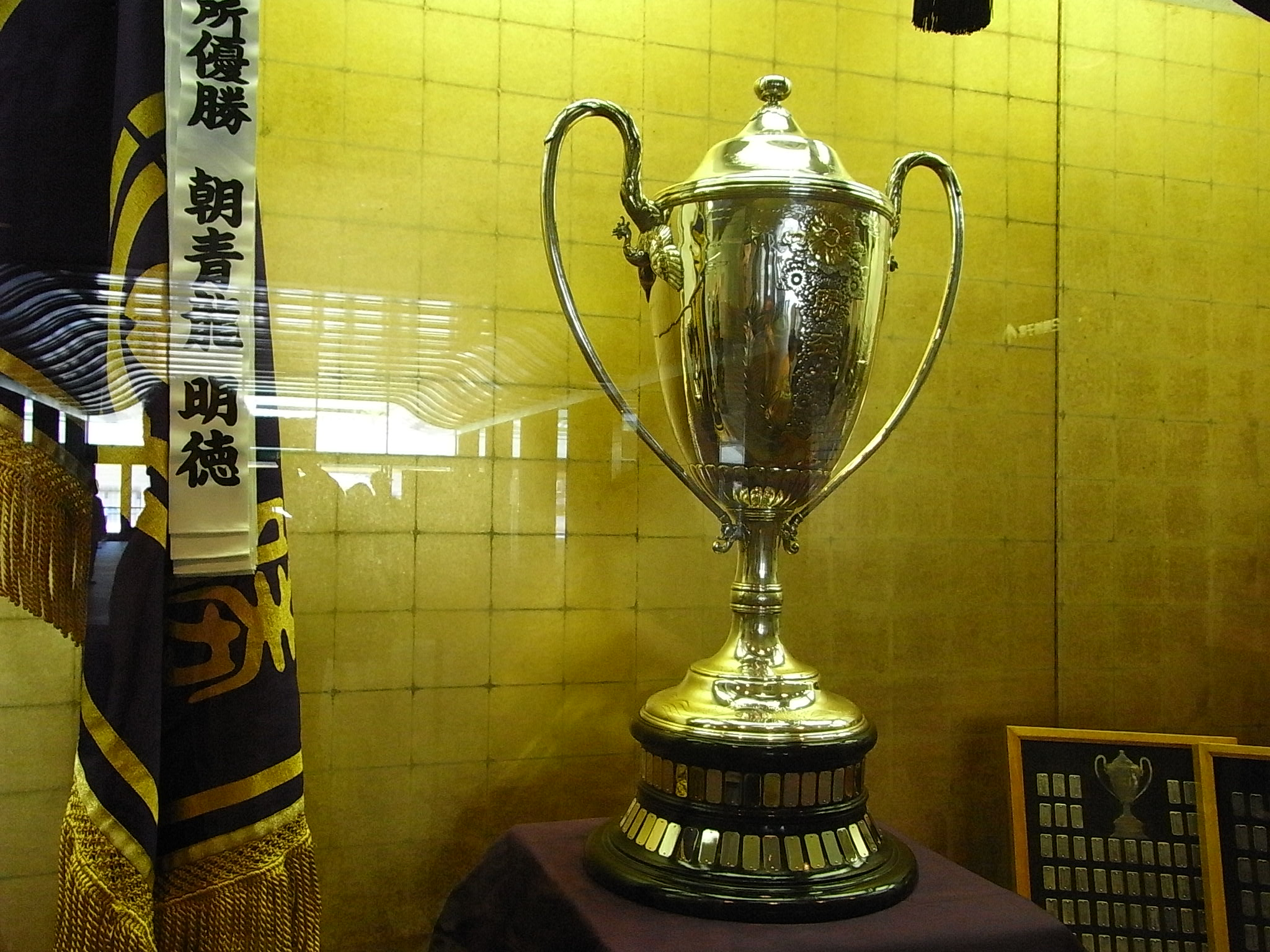
Il trofeo principale del Sumo, il Ten'no-hai, e la bandiera del vincitore sono esposti nella sala d'ingresso.
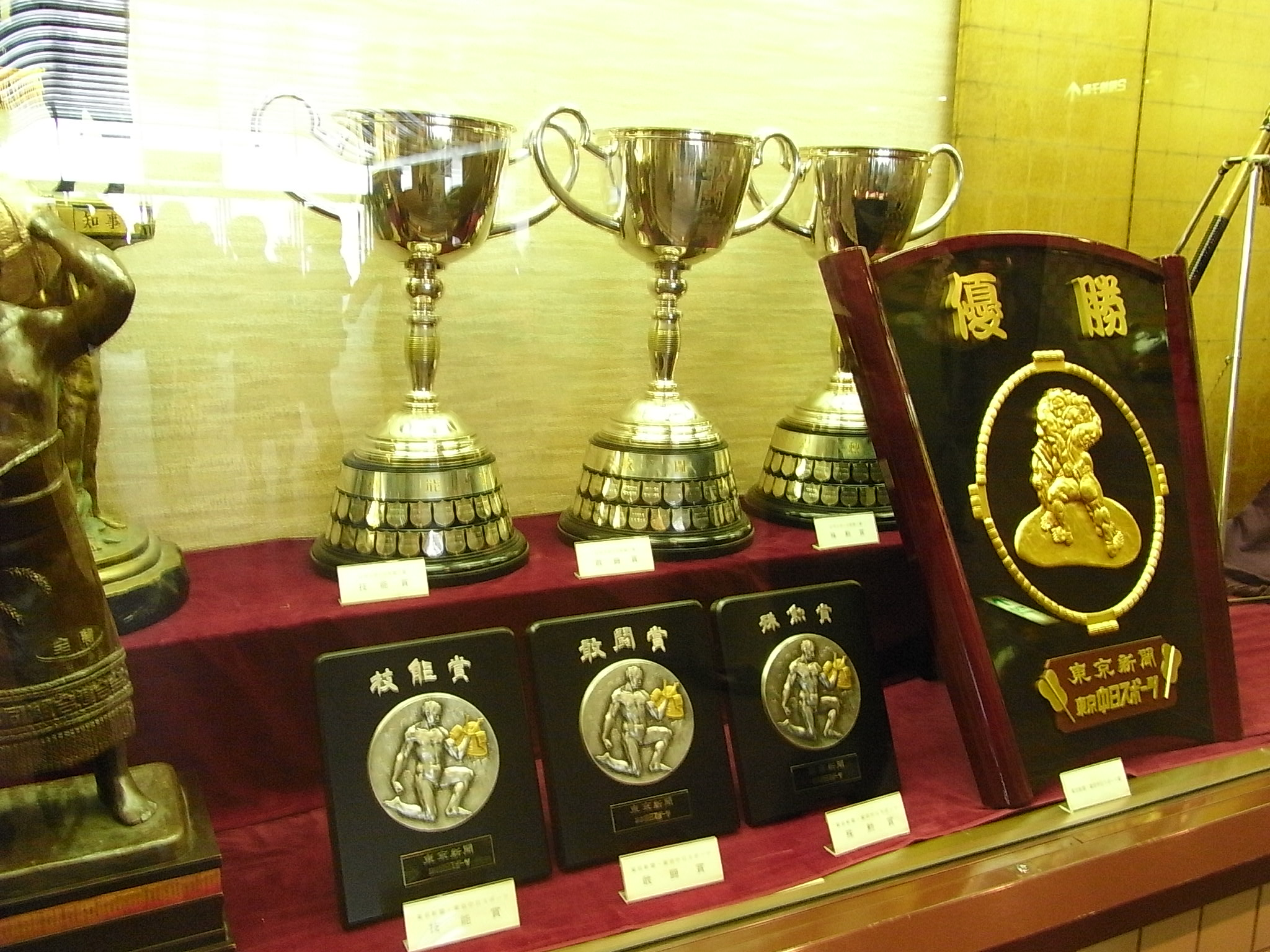
Premi sanshō per i lottatori più meritevoli (da sinistra a destra: premio per la tecnica, premio per lo spirito combattivo, premio per la prestazione eccezionale) esposte nella sala d'ingresso.
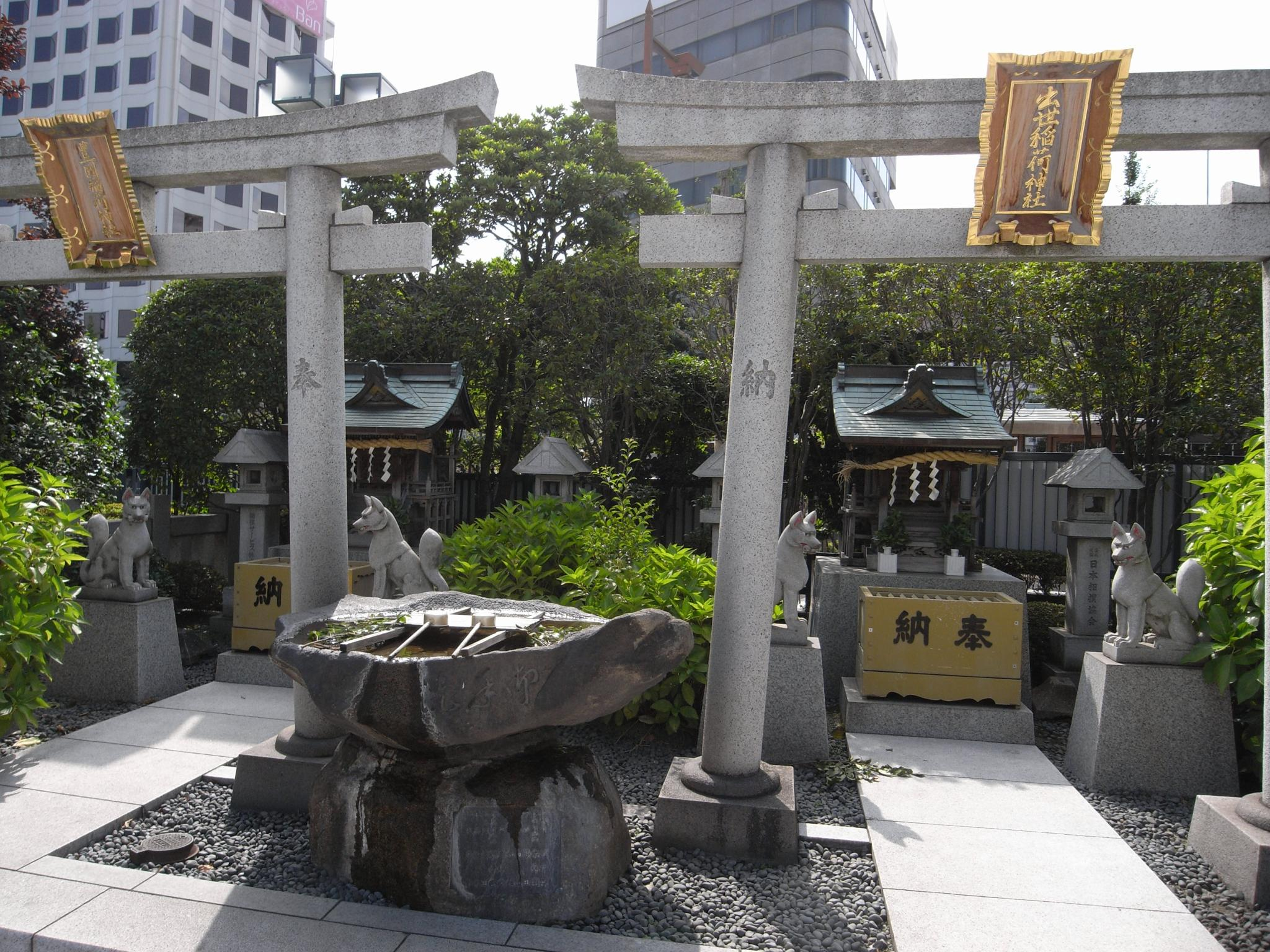
I due piccoli santuari Inari situati sul Ryōgoku Kokugikan.

### Collegamenti
L'arena è servita dalla Stazione di Ryōgoku collegata sia alla JR East Chūō-Sōbu Line con treni locali in direzione Tokyo e Chiba che alla Ōedo Line della metropolitana di Tokyo con treni regolari per Iidabashi e Tochomae e per Daimon e Roppongi.